# World Padel Tour 2023
 (novembre 2023).
La mise en forme du texte ne suit pas les recommandations de Wikipédia : il faut le « wikifier ».
Les points d'amélioration suivants sont les cas les plus fréquents :
- Les titres sont pré-formatés par le logiciel. Ils ne sont ni en capitales, ni en gras.
- Le texte ne doit pas être écrit en capitales (les noms de famille non plus), ni en gras, ni en italique, ni en « petit »…
- Le gras n'est utilisé que pour surligner le titre de l'article dans l'introduction, une seule fois.
- L'italique est rarement utilisé : mots en langue étrangère, titres d'œuvres, noms de bateaux, etc.
- Les citations ne sont pas en italique mais en corps de texte normal. Elles sont entourées par des guillemets français : « et ».
- Les listes à puces sont à éviter, des paragraphes rédigés étant largement préférés. Les tableaux sont à réserver à la présentation de données structurées (résultats, etc.).
- Les appels de note de bas de page (petits chiffres en exposant, introduits par l'outil «  Source ») sont à placer entre la fin de phrase et le point final[comme ça].
- Les liens internes (vers d'autres articles de Wikipédia) sont à choisir avec parcimonie. Créez des liens vers des articles approfondissant le sujet. Les termes génériques sans rapport avec le sujet sont à éviter, ainsi que les répétitions de liens vers un même terme.
- Les liens externes sont à placer uniquement dans une section « Liens externes », à la fin de l'article. Ces liens sont à choisir avec parcimonie suivant les règles définies. Si un lien sert de source à l'article, son insertion dans le texte est à faire par les notes de bas de page.
- La présentation des références doit suivre les conventions bibliographiques. Il est recommandé d'utiliser les modèles {{Ouvrage}}, {{Chapitre}}, {{Article}}, {{Lien web}} et/ou {{Bibliographie}}. Le mode d'édition visuel peut mettre en forme automatiquement les références.
- Insérer une infobox (cadre d'informations à droite) n'est pas obligatoire pour parachever la mise en page.

Pour une aide détaillée, merci de consulter Aide:Wikification.
Si vous pensez que ces points ont été résolus, vous pouvez retirer ce bandeau et améliorer la mise en forme d'un autre article.
Navigation
World Padel Tour 2022
Le World Padel Tour 2023 est la onzième édition du circuit professionnel de padel World Padel Tour. Cette édition se déroule tout au long de l'année 2023, regroupant 24 tournois de catégories masculines et féminines.

Il s'agit de la dernière édition du championnat, à la suite du rachat du WPT par Qatar Sports Investments qui l'intègrera au circuit Premier Padel.

## Calendrier
Les tournois se partagent en trois catégories, répartissant de manière différente les points :

- Master

- Open 1000

- Open 500
A la fin de l'année se déroule le Master Final, réunissant les 16 meilleurs joueurs et joueuses de l’année au classement Race du WPT.
Le calendrier, révélé le 18 janvier par World Padel Tour, intègre plusieurs nouveautés par rapport aux précédents. La catégorie « Open » est divisée en deux, « Open 1000 » et « Open 500 », le numéro faisant référence au nombre de points pour le classement qu'obtient chaque membre de la paire gagnante (les anciens "Open" sont donc équivalents au nouvevau "Open 1000").
Pour la première fois, la Finlande accueillera un tournoi Open, bien qu'un tournoi amical d'exhibition ait eu lieu  l’année précédente à Tampere. De même, la « tournée américaine » de mars se démarque ; trois semaines consécutives de tournois sur le continent américain : en Argentine, au Chili et au Paraguay. Certaines villes européennes ayant déjà accueilli un Open en 2022 restent au calendrier, comme Amsterdam, Bruxelles, Copenhague ou Malmö. 
Le mois de mai est le mois le plus dense avec cinq tournois : quatre Open et le Master de Marbella.
Quatre tournois initialement prévus seront finalement annulés : l'Open 1000 de Stockholm, l'Open 500 d'Albacete, l'Open 500 de Santander, et le Master de Buenos Aires.
Pour conclure l'année, Barcelone et le Palau Sant Jordi accueilleront à nouveau le Master Final, après le record historique de fréquentation d'un match de padel (12 141 spectateurs) en 2022. Record finalement battu lors des Master Finals 2023, toujours au Palau Sant Jordi, avec 15 779 personnes ayant assisté aux demi-finales  le 16 décembre 2023.

Le calendrier de l'année 2023 est le suivant :
| Tournoi                | Ville      | Pays                | Dates                       | Ref    |
| ---------------------- | ---------- | ------------------- | --------------------------- | ------ |
| Abu Dhabi Master       | Abu Dhabi  | Emirats Arabes Unis | 21 février - 26 février     | [ 9 ]  |
| La Rioja Open 1000     | La Rioja   | Argentine           | 6 mars - 12 mars            | [ 10 ] |
| Chili Open 1000        | Santiago   | Chili               | 13 mars - 19 mars           | [ 11 ] |
| Paraguay Open 1000     | Asunción   | Paraguay            | 20 mars - 26 mars           | [ 12 ] |
| Reus Open 500          | Reus       | Espagne             | 27 mars - 2 avril           | [ 13 ] |
| Grenade Open 1000      | Grenade    | Espagne             | 10 avril - 16 avril         | [ 14 ] |
| Bruxelles Open 1000    | Bruxelles  | Belgique            | 24 avril - 30 avril         | [ 15 ] |
| Alicante Open 500      | Alicante   | Espagne             | 1er mai - 7 mai             | [ 16 ] |
| Vigo Open 1000         | Vigo       | Espagne             | 8 mai - 14 mai              | [ 17 ] |
| Danemark Open 1000     | Copenhague | Danemark            | 17 mai - 21 mai             | [ 18 ] |
| Vienne Open 1000       | Vienne     | Autriche            | 22 mai - 28 mai             | [ 19 ] |
| Marbella Master        | Marbella   | Espagne             | 29 mai - 4 juin             | [ 20 ] |
| France Open 1000       | Toulouse   | France              | 12 juin - 18 juin           | [ 21 ] |
| Valladolid Master      | Valladolid | Espagne             | 17 juin - 25 juin           | [ 22 ] |
| Valence Open 1000      | Valence    | Espagne             | 3 juillet - 9 juillet       | [ 23 ] |
| Malaga Open 1000       | Malaga     | Espagne             | 24 juillet - 30 juillet     | [ 24 ] |
| Finlande Open 1000     | Tampere    | Finlande            | 28 août - 3 septembre       | [ 25 ] |
| Madrid Master          | Madrid     | Espagne             | 19 septembre - 24 septembre | [ 26 ] |
| Allemagne Open 1000    | Düsseldorf | Allemagne           | 25 septembre - 1er octobre  | [ 27 ] |
| Amsterdam Open 1000    | Amsterdam  | Pays-Bas            | 9 octobre - 15 octobre      | [ 28 ] |
| Minorque Open 1000     | Minorque   | Espagne             | 17 octobre - 22 octobre     | [ 29 ] |
| Malmö Open 1000        | Malmö      | Suède               | 6 novembre - 12 novembre    | [ 30 ] |
| Mexico Open 1000       | Mexico     | Mexique             | 20 novembre - 26 novembre   | [ 31 ] |
| Barcelone Master Final | Barcelone  | Espagne             | 14 décembre - 17 décembre   | [ 32 ] |

## Résultats

### Compétition masculine
| Master       |
| Open 1000    |
| Open 500     |
| Master Final |

| Tournoi    | Vainqueurs                       | Finalistes                          | Résultat        | Refs.  |
| ---------- | -------------------------------- | ----------------------------------- | --------------- | ------ |
| Abu Dhabi  | Agustín Tapia Arturo Coello      | Juan Lebrón Alejandro Galán         | 7-6 / 6-3       | ,      |
| La Rioja   | Agustín Tapia Arturo Coello      | Tino Libaak Leo Augsburger          | 6-1 / 6-0       | ,      |
| Chili      | Agustín Tapia Arturo Coello      | Juan Lebrón Alejandro Galán         | 6-4 / 6-7 / 7-5 | [ 39 ] |
| Paraguay   | Agustín Tapia Arturo Coello      | Franco Stupaczuk Martin Di Nenno    | 6-2 / 6-1       | ,      |
| Reus       | Momo González Miguel Yanguas     | José A. G. Diestro Pincho Fernández | 6-3 / 7-6       | [ 44 ] |
| Grenade    | Agustín Tapia Arturo Coello      | Franco Stupaczuk Martin Di Nenno    | 6-4 / 7-5       | ,      |
| Bruxelles  | Agustín Tapia Arturo Coello      | Franco Stupaczuk Martin Di Nenno    | 7-6 / 3-6 / 6-3 | ,      |
| Alicante   | Juanlu Esbrí Edu Alonso          | Javier Ruiz Gonzalo Rubio           | 2-6 / 6-4 / 6-4 | ,      |
| Vigo       | Agustín Tapia Arturo Coello      | Juan Lebrón Alejandro Galán         | 6-3 / 6-7 / 7-6 | ,      |
| Copenhague | Franco Stupaczuk Martin Di Nenno | Sanyo Gutiérrez Momo González       | 6-3 / 6-2       | [ 57 ] |
| Vienne     | Agustín Tapia Arturo Coello      | Franco Stupaczuk Martin Di Nenno    | 6-3 / 6-3       | ,      |
| Marbella   | Agustín Tapia Arturo Coello      | Sanyo Gutiérrez Momo González       | 6-3 / 6-2       | ,      |
| France     | Franco Stupaczuk Martin Di Nenno | Fede Chingotto Paquito Navarro      | 6-2 / 6-4       | ,      |
| Valladolid | Franco Stupaczuk Martin Di Nenno | Agustín Tapia Arturo Coello         | 4-6 / 6-4 / 7-6 |        |
| Valence    | Franco Stupaczuk Martin Di Nenno | Jon Sanz Alejandro Galán            | 6-3 / 6-3       | ,      |
| Malaga     | Agustín Tapia Arturo Coello      | Juan Tello Alejandro Ruiz           | 7-5 / 7-6       | ,      |
| Finlande   | Juan Lebrón Alejandro Galán      | Jon Sanz Coki Nieto                 | 6-0 / 7-6       | [ 81 ] |
| Madrid     | Franco Stupaczuk Martin Di Nenno | Agustín Tapia Arturo Coello         | 7-5 / 6-4       | [ 82 ] |
| Allemagne  | Juan Lebrón Alejandro Galán      | Franco Stupaczuk Martin Di Nenno    | 6-2 / 6-2       | ,      |
| Amsterdam  | Franco Stupaczuk Martin Di Nenno | Fede Chingotto Paquito Navarro      | 4-6 / 6-2 / 6-2 | ,      |
| Minorque   | Juan Lebrón Alejandro Galán      | Agustín Tapia Arturo Coello         | 6-3 / 6-2       | ,      |
| Malmö      | Juan Lebrón Alejandro Galán      | Franco Stupaczuk Martin Di Nenno    | 6-3 / 6-4       | ,      |
| Mexico     | Agustín Tapia Arturo Coello      | Tino Libaak Leo Augsburger          | 6-4 / 6-2       | ,      |
| Barcelone  | Fede Chingotto Paquito Navarro   | Juan Lebrón Alejandro Galán         | 6-1 / 6-4       | ,      |

### Compétition féminine
| Master       |
| Open 1000    |
| Open 500     |
| Master Final |

| Tournoi    | Vainqueurs                     | Finalistes                      | Résultat            | Refs.   |
| ---------- | ------------------------------ | ------------------------------- | ------------------- | ------- |
| Abu Dhabi  | Ariana Sánchez Paula Josemaría | Alejandra Salazar Gemma Triay   | 6-3 / 6-3           | ,       |
| La Rioja   | Alejandra Salazar Gemma Triay  | Marta Ortega Bea González       | 6-7 / 6-4 / 6-1     | ,       |
| Chili      | Alejandra Salazar Gemma Triay  | Jessica Castelló Claudia Jensen | 6-1 / 1-0, blessure | [ 102 ] |
| Paraguay   | Alejandra Salazar Gemma Triay  | Ariana Sánchez Paula Josemaría  | 7-6 / 7-6           | ,       |
| Reus       | Ariana Sánchez Paula Josemaría | Alejandra Salazar Gemma Triay   | 6-3 / 6-2           | [ 106 ] |
| Grenade    | Ariana Sánchez Paula Josemaría | Alejandra Salazar Gemma Triay   | 6-2 / 7-6           | ,       |
| Bruxelles  | Ariana Sánchez Paula Josemaría | Alejandra Salazar Gemma Triay   | 6-7 / 6-3 / 7-5     | ,       |
| Alicante   | Marta Ortega Sofía Araújo      | Tamara Icardo Virginia Riera    | 7-6 / 7-6           | [ 114 ] |
| Vigo       | Ariana Sánchez Paula Josemaría | Alejandra Salazar Gemma Triay   | 6-2 / 6-3           | ,       |
| Copenhague | Bea González Delfina Brea      | Alejandra Salazar Gemma Triay   | 6-2 / 3-6 / 6-4     | [ 117 ] |
| Vienne     | Ariana Sánchez Paula Josemaría | Bea González Delfina Brea       | 6-3 / 6-1           | ,       |
| Marbella   | Ariana Sánchez Paula Josemaría | Tamara Icardo Virginia Riera    | 6-1 / 6-4           | ,       |
| France     | Ariana Sánchez Paula Josemaría | Bea González Delfina Brea       | 6-1 / 4-6 / 7-6     | ,       |
| Valladolid | Bea González Delfina Brea      | Marta Ortega Gemma Triay        | 6-2 / 5-7 / 6-2     |         |
| Valence    | Ariana Sánchez Paula Josemaría | Marta Ortega Gemma Triay        | 6-3 / 6-1           | ,       |
| Malaga     | Ariana Sánchez Paula Josemaría | Marta Ortega Gemma Triay        | 6-4 / 6-3           | ,       |
| Finlande   | Bea González Delfina Brea      | Alejandra Salazar Sofía Araújo  | 6-4 / 6-1           | [ 139 ] |
| Madrid     | Ariana Sánchez Paula Josemaría | Marta Ortega Gemma Triay        | 6-3 / 7-6           | [ 140 ] |
| Allemagne  | Ariana Sánchez Paula Josemaría | Marta Ortega Gemma Triay        | 6-3 / 7-6           | ,       |
| Amsterdam  | Ariana Sánchez Paula Josemaría | Bea González Delfina Brea       | 7-6 / 6-0           | ,       |
| Minorque   | Marta Ortega Gemma Triay       | Ariana Sánchez Paula Josemaría  | 6-4 / 4-6 / 6-4     | ,       |
| Malmö      | Bea González Delfina Brea      | Alejandra Salazar Sofía Araújo  | 6-4 / 6-3           | ,       |
| Mexico     | Bea González Delfina Brea      | Tamara Icardo Virginia Riera    | 6-4 / 6-2           | ,       |
| Barcelone  | Bea González Delfina Brea      | Jessica Castelló Aranza Osoro   | 6-4 / 6-1           | ,       |

## Classement initial
Ci-dessous les classements du circuit World Padel Tour au début de la saison 2023, avant le premier tournoi.

### Classement individuel masculin
| N.º | Nom                  | Points |
| --- | -------------------- | ------ |
| 1   | Alejandro Galán      | 16.720 |
| 1   | Juan Lebrón          | 16.720 |
| 3   | Agustín Tapia        | 10.610 |
| 3   | Sanyo Gutiérrez      | 10.610 |
| 5   | Arturo Coello        | 9.875  |
| 5   | Fernando Belasteguín | 9.875  |
| 7   | Paquito Navarro      | 8.420  |
| 8   | Martín Di Nenno      | 8.145  |
| 9   | Franco Stupaczuk     | 7.380  |
| 10  | Juan Tello           | 7.130  |
| 11  | Pablo Lima           | 7.040  |
| 12  | Federico Chingotto   | 6.465  |
| 13  | Alejandro Ruíz       | 5.950  |
| 14  | Momo González        | 5.210  |
| 15  | Luciano Capra        | 4.536  |
| 16  | Maxi Sánchez         | 4.493  |
| 17  | Coki Nieto           | 3.639  |
| 18  | Lucas Campagnolo     | 3.607  |
| 19  | Javi Garrido         | 3.430  |
| 20  | Jon Sanz             | 3.017  |
| 21  | Miguel Yanguas       | 2.847  |
| 22  | Miguel Lamperti      | 2.542  |
| 23  | Francisco Gil        | 2.211  |
| 24  | Ramiro Moyano        | 2.128  |
| 25  | Gonzalo Rubio        | 2.099  |
| 26  | Agustín Gutiérrez    | 2.045  |
| 26  | Josete Rico          | 2.045  |
| 28  | Javier Ruiz          | 1.897  |
| 29  | Javier Rico          | 1.840  |
| 30  | Alejandro Arroyo     | 1.839  |
| 31  | Pincho Fernández     | 1.762  |
| 31  | José A. G. Diestro   | 1.762  |
| 33  | Javier Leal          | 1.729  |
| 34  | Lucas Bergamini      | 1.726  |
| 35  | Víctor Ruiz          | 1.705  |
| 36  | Juanlu Esbri         | 1.491  |
| 37  | Agustín G. Silingo   | 1.488  |
| 38  | Eduardo Alonso       | 1.444  |
| 39  | Jorge Ruiz           | 1.437  |
| 40  | Juan Cruz Belluati   | 1.405  |
| 41  | Salvador Oria        | 1.397  |
| 42  | Raúl Marcos          | 1.287  |
| 43  | Javier García Mora   | 1.263  |
| 44  | Javier G. Barahona   | 1.262  |
| 45  | Juan Martín Díaz     | 1.253  |
| 46  | Pablo Lijó           | 1.232  |
| 47  | Iván Ramírez         | 1.223  |
| 48  | Marc Quílez          | 1.163  |
| 48  | Toni Bueno           | 1.163  |
| 50  | Antón Sans           | 1.141  |

### Classement masculin par paires
| N.º | Paire                                | Points | Ensemble depuis |
| --- | ------------------------------------ | ------ | --------------- |
| 1   | Alejandro Galán Juan Lebrón          | 33.440 | Janvier 2020    |
| 2   | Fernando Belasteguín Sanyo Gutiérrez | 20.485 | Nouvelle union  |
| 2   | Agustín Tapia Arturo Coello          | 20.485 | Nouvelle union  |
| 4   | Juan Tello Paquito Navarro           | 15.550 | Octobre 2022    |
| 5   | Franco Stupaczuk Martín Di Nenno     | 15.525 | Nouvelle union  |
| 6   | Momo González Álex Ruiz              | 11.160 | Mai 2022        |
| 7   | Coki Nieto Pablo Lima                | 10.736 | Nouvelle union  |
| 8   | Javier Garrido Federico Chingotto    | 9.895  | Octobre 2022    |
| 9   | Maxi Sánchez Lucas Campagnolo        | 8.100  | Nouvelle union  |
| 10  | Agustín Gutiérrez Lucho Capra        | 6.581  | Nouvelle union  |
| 11  | Javier Leal Jon Sanz                 | 4.746  | Nouvelle union  |
| 12  | Alex Arroyo Miguel Yanguas           | 4.686  | Nouvelle union  |
| 13  | Ramiro Moyano Francisco Gil          | 4.339  | Juillet 2022    |
| 14  | Javier Ruiz Gonzalo Rubio            | 3.996  | Nouvelle union  |
| 15  | Miguel Lamperti Juan Cruz Belluati   | 3.947  | Nouvelle union  |
| 16  | Pincho Fernández José A. G. Diestro  | 3.524  | Octobre 2022    |

### Classement individuel féminin
| N.º | Nom                   | Points |
| --- | --------------------- | ------ |
| 1   | Alejandra Salazar     | 16.530 |
| 1   | Gemma Triay           | 16.530 |
| 3   | Ariana Sánchez        | 16.195 |
| 3   | Paula Josemaría       | 16.195 |
| 5   | Beatriz González      | 8.463  |
| 5   | Marta Ortega          | 8.463  |
| 7   | Virginia Riera        | 5.625  |
| 8   | Patricia Llaguno      | 5.410  |
| 9   | Marta Marrero         | 5.212  |
| 10  | Lucía Sainz           | 5.079  |
| 11  | Victoria Iglesias     | 5.038  |
| 12  | Aranzazu Osoro        | 4.996  |
| 13  | Bárbara Las Heras     | 4.885  |
| 13  | Verónica Virseda      | 4.885  |
| 15  | Mapi Sánchez Alayeto  | 4.870  |
| 16  | Majo Sánchez Alayeto  | 4.275  |
| 17  | Delfina Brea          | 3.490  |
| 18  | Tamara Icardo         | 3.200  |
| 19  | Sofía Araújo          | 3.151  |
| 20  | Marta Talaván         | 2.716  |
| 21  | Claudia Jensen        | 2.632  |
| 22  | Carla Mesa            | 2.614  |
| 23  | Jessica Castelló      | 2.363  |
| 24  | Alix Collombon        | 2.293  |
| 25  | Carolina Navarro      | 1.965  |
| 26  | Lucía Martínez        | 1.823  |
| 27  | Esther Carnicero      | 1.778  |
| 28  | Elisabet Amatriaín    | 1.765  |
| 29  | Nuria Rodríguez       | 1.760  |
| 30  | Carmen Goenaga        | 1.692  |
| 31  | Beatriz Caldera       | 1.691  |
| 32  | Lorena Rufo           | 1.667  |
| 33  | Claudia Fernández     | 1.609  |
| 34  | Carmen Villalba       | 1.516  |
| 35  | Julieta Bidahorria    | 1.454  |
| 36  | Ana Catarina Nogueira | 1.370  |
| 37  | Melanía Merino        | 1.353  |
| 38  | Marta Barrera         | 1.346  |
| 39  | Marta Caparrós        | 1.325  |
| 40  | Marina Guinart        | 1.324  |
| 41  | Sofía Saiz            | 1.301  |
| 42  | Araceli Martínez      | 1.281  |
| 43  | Teresa Navarro        | 1.214  |
| 44  | Noa Cánovas           | 1.189  |
| 45  | Sandra Bellver        | 1.183  |
| 46  | Anna Cortiles         | 1.173  |
| 47  | Giulia Sussarello     | 1.166  |
| 48  | Marina Martínez Lobo  | 1.126  |
| 49  | Xènia Clascà          | 1.112  |
| 50  | Arantxa Soriano       | 1.105  |

### Classement féminin par paires
| N.º | Paire                                     | Points | Ensemble depuis |
| --- | ----------------------------------------- | ------ | --------------- |
| 1   | Gemma Triay Alejandra Salazar             | 33.060 | Janvier 2021    |
| 2   | Ariana Sánchez Paula Josemaría            | 32.390 | Janvier 2021    |
| 3   | Beatriz González Marta Ortega             | 16.926 | Septembre 2021  |
| 4   | Victoria Iglesias Patricia Llaguno        | 10.448 | Nouvelle union  |
| 5   | Aranzazu Osoro Lucía Sainz                | 10.075 | Nouvelle union  |
| 6   | Verónica Virseda Bárbara Las Heras        | 9.770  | Octobre 2021    |
| 7   | Majo Sánchez Alayeto Mapi Sánchez Alayeto | 9.145  | Depuis toujours |
| 8   | Tamara Icardo Virginia Riera              | 8.825  | Nouvelle union  |
| 9   | Sofía Araujo Delfina Brea                 | 6.641  | Nouvelle union  |
| 10  | Jessica Castelló Claudia Jensen           | 4.995  | Nouvelle union  |
| 11  | Carla Mesa Alix Collombon                 | 4.907  | Nouvelle union  |
| 12  | Lorena Rufo Marta Talaván                 | 4.383  | Nouvelle union  |
| 13  | Esther Carnicero Lucía Martínez           | 3.601  | Mars 2022       |
| 14  | Carolina Navarro Mari Carmen Villalba     | 3.481  | Nouvelle union  |
| 15  | Carmen Goenaga Beatriz Caldera            | 3.383  | Nouvelle union  |
| 16  | Ana C. Nogueira Eli Amatriaín             | 3.135  | Nouvelle union  |

## Classement final
Ci-dessous les classements du circuit World Padel Tour à la fin de la saison 2023, après le dernier tournoi.

### Classement individuel masculin
| N.º | Nom                          | Points |
| --- | ---------------------------- | ------ |
| 1   | Arturo Coello                | 17.745 |
| 1   | Agustín Tapia                | 17.745 |
| 3   | Franco Stupaczuk             | 15.410 |
| 3   | Martín Di Nenno              | 15.410 |
| 5   | Alejandro Galán              | 10.510 |
| 6   | Juan Lebrón                  | 8.470  |
| 7   | Federico Chingotto           | 8.060  |
| 8   | Paquito Navarro              | 7.390  |
| 9   | Jerónimo González            | 6.095  |
| 10  | Jon Sanz                     | 5.825  |
| 11  | Alejandro Ruíz               | 5.360  |
| 12  | Sanyo Gutiérrez              | 5.200  |
| 13  | Javier Garrido               | 4.835  |
| 14  | Juan Tello                   | 4.800  |
| 15  | Miguel Yanguas               | 3.940  |
| 16  | Jorge Nieto                  | 3.735  |
| 17  | Leo Augsburger               | 3.325  |
| 18  | Fernando Belasteguín         | 3.170  |
| 19  | José Antonio García          | 3.065  |
| 20  | Gonzalo Rubio                | 2.904  |
| 21  | Luciano Capra                | 2.875  |
| 22  | Antonio Fernández            | 2.825  |
| 23  | Alejandro Arroyo             | 2.790  |
| 24  | Valentino Libaak             | 2.773  |
| 25  | Maxi Sánchez                 | 2.750  |
| 26  | Eduardo Alonso               | 2.660  |
| 26  | Lucas Campagnolo             | 2.660  |
| 28  | Agustín Gutiérrez            | 2.530  |
| 29  | Javier Ruiz                  | 2.519  |
| 30  | Víctor Ruiz                  | 2.498  |
| 31  | Lucas Bergamini              | 2.408  |
| 31  | Juan Cruz Belluati           | 2.408  |
| 33  | Juanlu Esbri                 | 2.110  |
| 34  | Pablo Cardona                | 2.105  |
| 35  | Javier García                | 2.013  |
| 36  | Javier González              | 1.978  |
| 37  | Javier Rico                  | 1.820  |
| 38  | Francisco Javier Leal Perez  | 1.805  |
| 39  | Miguel Benítez               | 1.775  |
| 39  | Iván Ramírez Del Campo       | 1.775  |
| 41  | Miguel Lamperti              | 1.733  |
| 42  | Francisco Manuel Gil Morales | 1.683  |
| 43  | Ramiro Moyano                | 1.648  |
| 44  | Jairo Jose Bautista          | 1.631  |
| 45  | Arnau Ayats Delgado          | 1.597  |
| 46  | Francisco Guerrero           | 1.591  |
| 47  | Jaime Muñoz                  | 1.543  |
| 48  | Mario Del Castillo           | 1.466  |
| 49  | José Rico                    | 1.445  |
| 50  | Juan Martín Díaz             | 1.385  |

### Classement individuel féminin
| N.º | Nom                               | Points |
| --- | --------------------------------- | ------ |
| 1   | Paula Josemaría                   | 19.220 |
| 1   | Ariana Sánchez                    | 19.220 |
| 3   | Gemma Triay                       | 14.890 |
| 4   | Beatriz González                  | 13.680 |
| 5   | Delfina Brea                      | 13.360 |
| 6   | Marta Ortega                      | 11.160 |
| 7   | Alejandra Salazar                 | 10.170 |
| 8   | Tamara Icardo                     | 8.177  |
| 8   | Virginia Riera                    | 8.177  |
| 10  | Sofía Araújo                      | 6.785  |
| 11  | Claudia Jensen                    | 6.447  |
| 12  | Jessica Castelló                  | 6.392  |
| 13  | Aranzazu Osoro                    | 5.565  |
| 14  | Lucía Sainz                       | 4.685  |
| 15  | Verónica Virseda                  | 4.410  |
| 16  | Mapi Sánchez Alayeto              | 4.110  |
| 17  | Majo Sánchez Alayeto              | 3.840  |
| 18  | Patricia Llaguno                  | 3.450  |
| 19  | Victoria Iglesias                 | 2.770  |
| 20  | Claudia Fernández                 | 2.498  |
| 21  | Carmen Goenaga                    | 2.168  |
| 22  | Nuria Rodríguez                   | 2.150  |
| 23  | Marta Talaván                     | 2.083  |
| 24  | Alejandra Alonso de Villa         | 2.071  |
| 25  | Carolina Orsi                     | 1.998  |
| 26  | Marina Guinart                    | 1.958  |
| 27  | Lucía Martínez                    | 1.938  |
| 28  | Ana Catarina Nogueira             | 1.933  |
| 29  | Beatriz Caldera                   | 1.920  |
| 30  | Lorena Rufo                       | 1.863  |
| 31  | Alix Collombon                    | 1.758  |
| 32  | Marta Caparrós                    | 1.713  |
| 33  | Carolina Navarro                  | 1.708  |
| 34  | Teresa Navarro                    | 1.683  |
| 35  | Melania Merino                    | 1.618  |
| 36  | Sara Ruiz                         | 1.609  |
| 37  | Léa Godallier                     | 1.593  |
| 38  | Marina Martínez                   | 1.573  |
| 38  | Julieta Evangelina                | 1.573  |
| 38  | Carla Mesa                        | 1.573  |
| 41  | Andrea Ustero                     | 1.555  |
| 42  | Araceli Martínez                  | 1.501  |
| 43  | Noa Cánovas Paredes               | 1.481  |
| 44  | Águeda Pérez                      | 1.454  |
| 45  | María Del Carmen Villalba Sánchez | 1.445  |
| 46  | Marta Barrera De La Fuente        | 1.425  |
| 47  | Jimena Velasco                    | 1.395  |
| 48  | Sofía Saiz                        | 1.391  |
| 49  | Ana Fernández De Ossó Fuentes     | 1.224  |
| 50  | Elisabet Amatriaín                | 1.198  |